# Teodor Houm Nelson
Teodor Houm Nelson (engl. Theodor Houm Nelson; Čikago, Ilinois, 17. jun 1937) je američki sociolog, filozof i jedan od pionira informacione tehnologije. On je 1963. prvi upotrebio termine "hypertext" i "hypermedia", a objavio ih je 1965. godine. Takođe je prvi koristio riječi transclusion, virtuality, intertwingularity, i teledildonics.

## Biografija

### Privatni život
Nelson je sin reditelja Ralfa Nelsona, dobitnika Emmy nagrade i majke Selest Houm, dobitnice akademskih nagrada za glumu. Brak njegovih roditelja je bio kratak, pa su ga odgajali baka i djed, najprije u Čikagu, a zatim u Grinviču. Njegovi preci su iz Norveške i Švedske. Nelson je diplomirao u Swarthmore College 1959. godine. Godinu kasnije, počinje studije filozofije na Harvardu. Tokom školovanja bio je vizionar kompjuterskog sistema za pisanje, koji je trebao obezbijediti dugotrajnu bazu svjetskog znanja i dozvolu veće prilagodljivosti prilikom povezivanja ideja. Kasnije je ovu ambiciju pripisao djelimično svojoj potrebi da prati svoj poremećaj mentalne aktivnosti koja se ogledala kao gubitak koncentracije. Projekat je postao glavna preokupacija u njegovom životu. Tokom 1965. prezentovao je dokument Asocijacije kompjuterskog inžinjerstva, u kojem je smislio termin "hypertext".

### Karijera
Nelson je osnovao projekat Xanadu 1960. godine s ciljem kreiranja kompjuterske mreže s jednostavnijim korisničkim interfejsom. Trud je dokumentovan u knjigama Computer Lib / Dream Machines iz 1974. i Literary Machines iz 1981. godine. Većina njegovog odrastanja je bila posvećana radu na Xanadu projektu i njegovoj afirmaciji. Xanadu projekat nije procvjetao zbog različitih razloga koji su ga omeli. Novinar Geri Vulf je juna 1995. u časopisu Wired objavio negativnu stranu istorije Nelsonovog projekta nazivajući ga beztemeljnim projektom istorije računarstva. Nelson je izrazio svoje negodovanje na svom sajtu, nazivajući Vulfa "Gory Jackal" i prijeteći mu tužbom. Takođe je iznio svoje prigovore u pismu magazinu Wired i objavio svoj demant članka. Nelson smatra da su neki aspekti njegove vizije ispunjeni u procesu Tim Bernsovog pronalaska Svjetske mreže. Međutim, Nelson ne voli Svjetsku mrežu, XML i sadržaj jezika – smatrajući da je Bernsov rad veliko pojednostavljenje njegove originalne vizije.
“HTML” je tačno ono što smo nastojali spriječiti – beskonačni linkovi, linkovi koji putuju jednosmjerno, citati kojima ne možete pronaći izvor, bez upravljanja tipovima i bez upravljanja pravima”.
Nelson je saosnivač Itty bitty machine company ili “IBM” , koja je bila mala kompjuterska poslovnica od 1977. do 1980. u Evanstonu, državi Ilinois. Kompanija je bila jedan od nekoliko poslovnica koja je prodavala originalne Apple I kompjutere. Tokom 1978. imala je značajan uticaj nad misijom IBM-a kada je naglašena vizija potencijala razvoja personalnih računara a tri godine kasnije lansirala IBM PC.
Teodor Nelson trenutno radi na novoj informacionoj strukturi Zig Zag koja je opisana na Xanadu sajtu. Ona takođe sadrži dvije verzije Xanadu koda. Nelson je razvio XanaduSpace, sistem za istraživanje povezanih paralelnih dokumenata (Rana verzija ovog programa je besplatna).
Nelson je kreator neologizma “populitism”, riječ kombinovana od “populism” i “elite”. Ova riječ predstavlja “društvo bazirano na tekstu”, kreirano od teoretičara kao što su Šošana Zubof i Džej Dejvid Bolter. To predstavlja prostor za pisanje čije se praćenje autoriteta zasniva na lokalnim i širim efektima, odnosno društveni ekvivalent dekonstruisane veze autor – funkcija. Riječ ”populite” kultura se može označiti kao prvi korak ka ostvarenju Liotardove “Igre savršene informacije”, gdje svi imaju isti pristup svjetskim podacima, i gdje je svima omogućena jednaka kompetentnost (ne zasniva se na pribavljanju znanja, već u njegovom stvaranju).

### Obrazovanje i nagrade
Nelson je diplomirao filozofiju na Svartmor Koledžu 1959. a mastersku tezu iz sociologije odbranio je 1963. na Harvardu. Doktorirao je medije i upravljanje na Kejo Univerzitetu 2002. godine. Na sedmoj konferenciji svjetske mreže u Brizbejnu 1998. nagrađen je sa Yuri Rubinsky Memorial nagradom. Francuska je Nelsona 2001. odlikovala viteškim ordenom "Officier des Arts et Lettres", a 2004. proglašen je počasnim članom Vedam Koledža na Oksfordu. Povezan je sa Oksford internet institutom kojeg je posjećivao kao počasni gost od 2004. do 2006. Sedamdeseti rođendan proslavio je 2007. predavanjem lekcije na Univerzitetu u Sautemptonu.

### Radovi
Naučni rad:
- Life, Love, College, etc. (1959)
- Computer Lib (1974)
- Computer Lib (1987), dorađena verzija
- Literary Machines (1981), dopunjena izdanja (1981 – 1984 , 1987, 1990 – 1993)
- The Future of Information (1997)
- A Cosmology for a Different Computer Universe: Data Model, Mechanisms, Virtual Machine and * * Visualization Infrastructure, magazine o digitalnim informacijama izdanje I, No 298 (2004)
- Geeks Bearing Gifts: How The Computer World Got This Way (2008)
- POSSIPLEX: Movies, Intellect, Creative Control, My Computer Life and the Fight for Civilization (2010), autobiografija

### Citati
Njegovi citati:
- “Kompjuteri su hijerarhični. Imamo desktop i hijerarhične podatke koji moraju imati sveobuhvatno značenje”.
- “Mislio sam da ću postati reditelj , ali sam istovremeno bio intelektualac i osjetio sam da mogu napraviti doprinos na nekom polju koje još nije izumljeno”.
- “Projekat Xanadu je u suštini moja zaštitno ime. Bio je to moj projekat i vratio se u moje ruke kao takav”.

## Spoljašnje veze
- http://ted.hyperland.com/
- http://www.xanadu.net/
- http://www.wired.com/wired/archive/13.08/tech.html
- http://transliterature.org/ Архивирано на веб-сајту  (18. јул 2013)